# Loan Đình Ngọc
Loan Đình Ngọc, tên hiệu Thiết Bổng, là một nhân vật hư cấu trong tiểu thuyết cổ điển Trung Quốc Thủy hử.

## Thân thế
Ông là Tổng Giáo Tập ở Chúc Gia Trang, một lực lượng địa phương nằm giữa dãy núi Độc Long Cương, phụ trách dạy võ cho Chúc Gia Tam Kiệt và hơn hai nghìn trang khách.

## Trong tiểu thuyết
Lần đầu xuất hiện tại chương 46 của tiểu thuyết Thủy hử, ông được giới thiệu là một chuyên gia võ thuật, tại trận chiến mở màn với  quân Lương Sơn, ông dùng thiết bổng đánh ngã Âu Bằng, dùng kế bắt sống Tần Minh và Đặng Phi.
Khi hai phe Lương Sơn và Chúc Gia Trang ở thế giằng co, Tôn Lập hiến kế thâm nhập Chúc Gia Trang làm nội gián. Lợi dụng thân phận là đồng môn của Loan Đình Ngọc, Tôn Lập lấy lòng tin của ông và Chúc Gia Trang bằng cách bắt sống Thạch Tú.
Khi phe Lương Sơn tấn công Chúc Gia Trang vào ngày thứ năm, Tôn Lập và binh sĩ dưới quyền mình đã phối hợp giải thoát các tướng lĩnh bị bắt và cùng nhau đánh giết từ trong ra ngoài náo loạn Chúc Gia Trang, dẫn đến việc Chúc Gia Trang bị hạ ngay sau đó.
Trong trận bao vây ông dẫn một đội nhân mã ra cửa sau, đánh về mạn Tây Bắc.

## Giả thiết về cái chết
Sau trận chiến Tống Giang than rằng "Chỉ thương hại cho Loan Đình Ngọc là một tay hảo hán anh hùng, mà cũng bị chết oan vào đó, thực là đáng tiếc!"
Đoạn văn ở trên không cho người đọc biết Loan Đình Ngọc chết ở chỗ nào? Không thấy dấu vết, chỉ căn cứ vào một lời than tiếc của họ Tống.
Sau này có nhiều phiên bản từ truyện đến phim ảnh viết về kết cục của Loan Đình Ngọc theo nhiều cách khác nhau.